# Rape and revenge

Le rape and revenge (« viol et vengeance » en français) est un sous-genre cinématographique, qui peut être affilié au cinéma d'exploitation, au cinéma d'horreur, au thriller ou au cinéma pornographique.
Le scénario repose sur un ou plusieurs viols, suivis de la vengeance de la victime ou de ses proches. Il s'inscrit donc dans le genre du film d'auto-défense.
Le rape and revenge - surtout quand il s'apparente au cinéma d'horreur - est probablement l'un des genres les plus controversés, accusé de voyeurisme et de complaisance par ses détracteurs.

## Histoire
Le film La Source d'Ingmar Bergman, sorti en 1960, est considéré comme l'un des précurseurs du genre par sa structure en trois temps : le viol, le retour et la vengeance. Néanmoins, dans le film, la vengeance est portée par un tiers et non par la victime du viol.
Le film devient un genre à part entière avec la sortie, en 1972, de La Dernière Maison sur la gauche de Wes Craven. Aux États-Unis, les films s'inscrivant de ce genre sont principalement projetés dans des cinémas Grindhouse en tant que films d'exploitation.
Le genre s'étend à l'international. On peut notamment citer Lady Snowblood et La Femme scorpion au Japon ou Fair Game en Australie.
Certains films, sans être revendiqués comme appartenant au genre, en reprennent les codes, notamment Irréversible de Gaspar Noé qui fit scandale lors du Festival de Cannes 2002 ou Elle de Paul Verhoeven.

## Controverses
Le genre du rape and revenge est controversé et fréquemment accusé de voyeurisme et de complaisance dans sa violence,.
Plusieurs réalisatrices se sont essayé au genre pour en subvertir les codes : Virginie Despentes avec Baise-moi (2000), Coralie Fargeat avec Revenge (2017), Jennifer Kent pour The Nightingale (2018) ou encore Emerald Fennell avec Promising Young Woman.